# Connla

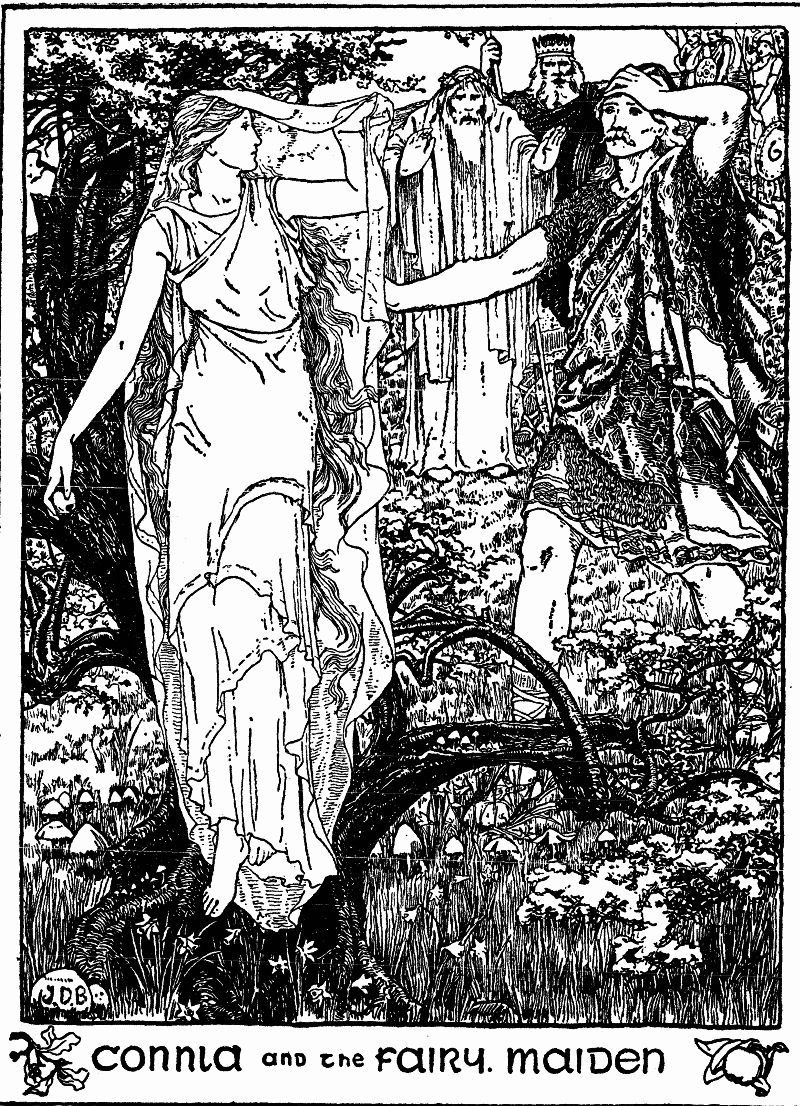
Connla e la fata vergine, illustrazione del 1927.

Nella mitologia irlandese, Connla o Conlaoch era un figlio di Aífe e Cú Chulainn.  Fu cresciuto dalla madre in Scozia. Aife, gelosa e arrabbiata per il matrimonio di Cuchulainn con Emer, mandò Conlaoch in Irlanda con tre ordini:
- non sarebbe mai dovuto ritornare;
- non avrebbe mai dovuto rifiutare una sfida;
- non avrebbe mai dovuto rivelare il suo nome.

Durante il suo viaggio, Conlaoch andò a Dundealgan, dimora di Cuchulainn e si incontrò con Conall, guerriero di Cuchulainn, che gli chiese il suo nome e lignaggio. Avendo rifiutato di rispondere, Connla fu sfidato a duello. Conlaoch disarmò Conall, umiliandolo. Allora Cuchulainn  si avvicinò a Conlaoch, ponendogli di nuovo le stesse domande. Ma Conlaoch non rispose e allora  Cuchulainn lo sfidò.
Alla fine Cuchulainn colpì a morte Conlaoch, che mentre spirava rivelò la sua identità. Cuchulainn fu quindi sopraffatto dal dolore e dalla furia guerriera, colpendo tutti coloro che erano con lui.